# Hintersee, Mecklenburg-Vorpommern
Hintersee, Mecklenburg-Vorpommern är en kommun och ort i Landkreis Vorpommern-Greifswald i förbundslandet Mecklenburg-Vorpommern i Tyskland, invid gränsen till Polen.
Staden ingår i kommunalförbundet Amt Am Stettiner Haff tillsammans med kommunerna Ahlbeck, Altwarp, Eggesin, Grambin, Leopoldshagen, Liepgarten, Lübs, Luckow, Meiersberg, Mönkebude och Vogelsang-Warsin.